# L'Assunta che dona la cintola a San Tommaso
L'Assunta che dona la cintola a San Tommaso, tra i Santi Giovanni Battista e Sebastiano è una pala d'altare in terracotta parzialmente invetriata di Giovanni della Robbia e della sua bottega realizzata nel 1520 ca. L'opera si trova a Volterra, nell'Oratorio di Sant'Antonio Abate.

## Descrizione
La monumentale pala in terracotta dipinta e parzialmente invetriata che oggi campeggia sull'altare maggiore dell'oratorio di Sant'Antonio, inserita in una sobria centina in pietra serena, era destinata in origine alla pieve volterrana della Nera. Ad essere rappresentata è la scena dell'Assunzione di Maria trasportata in cielo da una schiera di angeli e cherubini alati, accompagnata nel registro inferiore dai Santi Giovanni Battista e Sebastiano disposti in maniera speculare ai lati dell'apostolo Tommaso, inginocchiato in atto di ricevere la sacra cintola. L'opera fa parte di un gruppo di terrecotte policrome realizzate intorno al 1520 nella bottega di Giovanni della Robbia (Pisa, Camposanto, cappella Aulla; Certaldo, Santi Jacopo e Filippo; Bagno di Romagna, San Pietro a Corniolo) che si contraddistinguono rispetto alla consueta attività del maestro, per un più esteso impiego della policromia ad olio - suggestiva nella resa pittorica degli incarnati e degli sfondi naturalistici - per l'utilizzo solo parziale dello smalto relegato ai soli elementi decorativi della cornice e per la presenza in molti casi di inserti a calco tratti da modelli del maestro.